# 3494 Purple Mountain
3494 Purple Mountain è un asteroide della fascia principale. Scoperto nel 1980, presenta un'orbita caratterizzata da un semiasse maggiore pari a 2,3493318 UA e da un'eccentricità di 0,1303810, inclinata di 5,83772° rispetto all'eclittica.